# روفس چوت
روفِـس چوت (به انگلیسی: Rufus Choate) سناتور سابق عضو حزب ویگ بود. وی در سال ۱۸۴۱ تا ۱۸۴۵ میلادی سناتور ایالت ماساچوست در سنای ایالات متحده آمریکا بود.